# سیارک ۱۳۱۴۷
سیارک ۱۳۱۴۷ (به انگلیسی: 13147 Foglia، نامگذاری:1995DZ11) سیزده هزار و صد و چهل و هفتمین سیارک کشف شده‌است که در ۲۴ فوریه ۱۹۹۵ کشف شد.
قدر مطلق سیارک برابر ۱۳٫۲۰ است.